# هلال شلغوم العيد
هلال شلغوم العيد (H.B.C.L) هو نادٍ رياضي جزائري تأسس في 8 افريل 1945 ويلعب في القسم الثاني الجزائري. وايضا هو اول فريق جزائري يحضر لاعبين اجانب للدوري الجزائري حقق الصعود الى الدرجة الاولى الجزائرية سنة 2021 بعد أكثر من 15 سنة  ووصل إلى نهائي كأس الجمهورية الجزائرية مع شباب باتنة اسوء فترة مرة عليه هي نزوله من الدرجة الأولى ب 4 نقاط في موسم 2023 

## مواضيع ذات صلة
- كرة القدم في الجزائر
- الاتحادية الجزائرية لكرة القدم
- كأس الجمهورية الجزائرية لكرة القدم
- كأس الرابطة الوطنية الجزائرية لكرة القدم
- كأس السوبر الجزائري
- الرابطة المحترفة موبيليس

## وصلات خارجية
- موقع الاتحاد الجزائري لكرة القدم
- الرابطة الجزائرية المحترفة الأولى، والثانية، لكرة القدم
- للرابطة الجهوية لكرة القدم لقسنطينة
- الرابطة الوطنية الجزائرية لكرة القدم هواة
- الرابطة ما بين الجهات لكرة القدم